# 451
451. је била проста година.

## Догађаји
- Пролеће – Атила окупља своје вазале — Бастарне, Гепиде, Херуле, Остроготе, Ругије, Скирије и Тиринже и с њима осваја Германију, изазивајући широку панику и уништење. Он стиже у Белгику са војском (50.000 људи) и прелази Рајну.
- 7. април – Атилине снаге нападају Галију и освајају Мец. Хуни су уништили веће градове Стразбур, Вормс, Мајнц, Трир, Келн, Ремс, Турне, Камбре, Амијен и Бове.[цитат је потребан]
- Елија Евдокија, ћерка цара Валентинијана III, удаје се за Хунерика у Равени. Ангажман служи јачању савеза између Западног римског царства и Вандалског краљевства.
- 26. мај – Битка код Вартанантза: Краљ Јездегерд II побеђује јерменску војску (66.000 људи) под њиховим вођом побуњеника Вартаном Мамиконијаном на равници Авараир (Јерменија). Упркос губитку Мамиконијана, који је убијен, Јермени сматрају ову битку моралном и верском победом, пошто им Јездегерд, из поштовања према њиховим напорима, дозвољава да остану хришћани.
- Јун – Атила се приближава Аурелијану (савремени Орлеан) и становници града затварају капије, приморавајући га да започне опсаду. Након што је сазнао за инвазију Хуна, Флавије Аеције (магистер милитум) се брзо креће из Италије у Галију и удружује снаге са визиготским краљем Теодориком.
- 20. јун — Западноримски војсковођа Флавије Аеције је бици на Каталаунским пољима поразио Хуне предвођене Атилом на њиховом походу кроз Галију. Теодорик је убијен у том окршају. Ово је једна од последњих војних победа Западног римског царства, пре победа цара Мајоријана против Алемана, Визигота, Суева и Бургунда, између 457. и 461. године.
- Торисмунд је наследио свог оца Теодорика на месту краља Визигота. Он је крунисан у престоници у Тулузу, и проширује Визиготско краљевство у Хиспанији.
- Јаздегерд II издаје декрет о укидању Шабата и наређује погубљење јеврејских вођа, укључујући Егзиларха.
- 8. октобар – 1. новембар – Халкидонски сабор, Четврти васељенски сабор Цркве: Одбацује се монофизитство Евтихија и излаже се Халкидонска дефиниција. Као резултат овог сабора, оријенталне православне цркве су на крају постале одвојена заједница. Непосредно, Јерусалим постаје Патријаршија, а Диоскор Александријски је на Сабору свргнут са места Патријарха александријског